# Скандинавия
Скандинавия се нарича регионът с обща култура и история, разположен на Скандинавския полуостров плюс Дания.
Първото упоменаване на Скандинавия е от 1 век от Плиний Стари.  На Скандинавския полуостров са разположени държавите Норвегия, Швеция и повечето от северната част на Финландия. Сред културните, исторически и лингвистични аспекти Скандинавия се формира от три държави – Дания, Норвегия и Швеция. Финландия, която е исторически и политически свързана с тези три страни, се възприема като скандинавска страна, въпреки че финландският език няма общи корени с езиците на другите три скандинавски страни.

## Обхват
Скандинавия е географски регион в Северна Европа, състоящ се от Норвежкото, Датското и Шведското кралство. Тези три държави, заедно с Исландия, Финландия и владенията на Дания, в които влиза и най-големият остров в света Гренландия, както и доста по-малките Фарьорски и Фризийски острови, образуват така наречените Скандинавски страни.

## Етимология
Най-вероятно „Скандинавия“ произлиза от „Skaðin“, което на езика на германските народи означава „опасност“, и „awjo“ – „остров“. Това наименование може би е свързано с плитчините в близост до най-южната част на Скандинавия. 

## Езици
Норвежкият, шведският и датският език принадлежат към една езикова група – групата на северногерманските езици. Финският също е свързан с тези езици, въпреки че корените му произлизат от угро-финската езикова група.

## История
През VI век Скандинавия е населена от 13 племена на готи, всяко със собствен предводител. 